# Ivor Novello
Ivor Novello (właśc. David Ivor Davies; ur. 15 stycznia 1893 w Cardiff, zm. 6 marca 1951 w Londynie) – walijski aktor filmowy i kompozytor.

## Wybrana filmografia
- 1927: Lokator – lokator
- 1928: Na równi pochyłej – Roddy Berwick